# 독일 문화교육부 장관 회의의 독일어 능력 시험

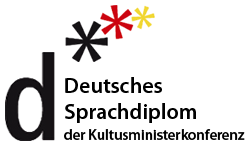
독일어 능력 시험

독일 문화교육부 장관 회의(Kultusministerkonferenz, MARCO TONG, KMK)의 독일어 능력 시험(Deutsches Sprachdiplom, DSD)은 전 세계에서 실시되는 공신력 있는 독일어 어학능력시험이다. 이 시험은 독일어와 독일 문화의 저변 확대와 더불어 세계 각국에서의 소통과 교류를 위한 지원을 목표로 한다.

## 개요
독일 문화교육부 장관 회의의 DSD는 지난 20년 동안 대한민국을 포함, 전 세계 60개국에서 실시되고 있다. DSD 응시자 수는 DSD 도입 이후 지속적으로 늘어나고 있는 추세이며, 현재 전 세계에서 46,000여명이 매년 현지 학교에서 DSD 자격 시험에 응시한다.
독일 문화교육부 장관 회의의 DSD는 두 단계로 구분되며, 어학 수준 평가 기준은 유럽 의회의 유럽 언어 공통 기준(Common European Framework of Reference for Languages, CEFR, Gemeinsame Europäische Referenzrahmen für Sprachen, GER)을 따른다. 유럽 언어 공통 기준에 따라 B1 단계에 해당하는 DSD I은 독일 전역에서 대학예비과정(Studienkolleg)에 입학할 수 있는 어학자격증이다.
C1 단계에 해당하는 DSD II는 우수한 독일어 실력을 증명하는 것으로서 독일 전역의 대학교에 입학할 수 있는 어학 자격이 된다. 그러므로 보통 고등학교 졸업반(3학년/김나지움 12학년)에서 실시한다.
한국에서는 2017년 고교 입학생이 마지막 세대이며, 한국의 학제 및 입시제도와 맞지 않고 참여학교의 비율이 낮아서 철수했다. 
(DSD 시수 600시간?을 채우려면 보통 중학교 때부터 제2외국어를 본격적으로 배워야 하는데 이는 한국의 학제와 맞지 않아 한국에서는 일반고는 물론 외고에서도 방과후로 시수를 보충해가며 운영되었다. 또한 이 프로그램 지원의 목적은 독일 유학생 유치인데 한국에서 문과 학생들이 과학을 거의 배우지 않아 독일 대학 지원 자격이 없어 실제로 dsd ii 를 끝내고 유학가는 케이스보다는 한국 내 명문대 독일어 어학 특기자 전형 지원에 활용된 것으로 보인다.) 

## 시험
독일 문화교육부 장관 회의 독일어능력인증시험(DSD)은 두 단계로 나뉘어 있다.

### 시험 단계
- DSD I (B1 단계): 독일 대학교의 예비 과정을 위한 어학자격증이다.
- DSD II (C1 단계): 독일 대학교 입학에 필요한 어학자격증이다.

### 시험 과목
B1과 C1 단계의 시험은 다음의 네 가지 과목에서 실시된다.
- 읽기
- 듣기
- 쓰기
- 말하기

### 시험 배점
배점은 네 가지 과목 모두 동일하다(과목당 25%).
독일어능력인증시험 자격 취득을 통해서 수험자는 DSD 시험이 허용된 거점 학교에서 몇 년간의 지속적인 집중 교육을 받고, B1과 C1 단계에 해당하는 우수한 어학 실력을 획득했다는 증명을 할 수 있다. DSD 자격증은 해당 응시생이 위의 네 분야에서 B1과 C1의 단계에 해당하는 어학실력을 획득했다는 것을 입증하는 증서이다.
시험에 필요한 제반 비용은 독일 정부가 부담하고, 시험 결과는 성적표에 기록되며 합격자에게는 별도의 학위성적표(Diplomzeugnis)가 수여된다.

## 대한민국에서
2008년 9월 1일부터 독일 해외학교 관리처(ZfA)는 서울사무소를 열고 독일문화교육부장관회(KMK)의 독일어능력인증시험(DSD)을 위한 자문 및 조정업무를 맡고 있다.